# Pamela Adlon

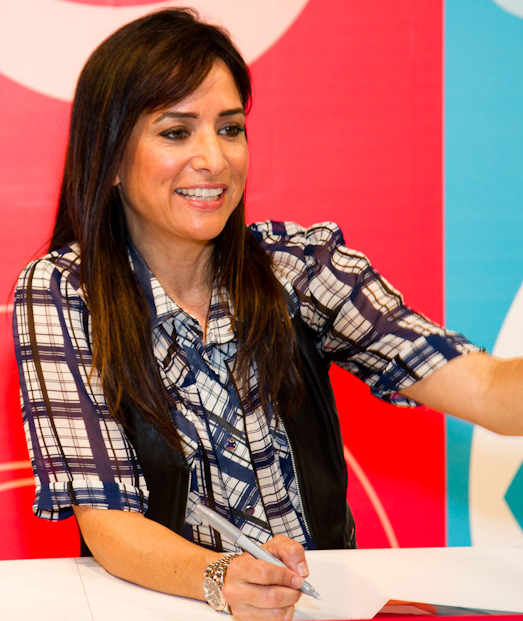
Pamela Adlon na San Diego Comic-Conie (2011)

Pamela Fiona Adlon (ur. 9 lipca 1966 w Nowym Jorku) – amerykańska aktorka i producentka, twórczyni serialu Lepsze życie.
W 2002 otrzymała nagrodę Emmy w kategorii Outstanding Voice-Over Performance za odcinek „Bobby Goes Nuts” serialu Bobby kontra wapniaki.

## Filmografia

### Seriale
- The Facts of Life (serial telewizyjny) (1983–1984) jako Kelly Affinado
- The Redd Foxx Show (sitcom) (1986) jako Toni Rutledge
- Down the Shore (1992) jako Miranda Halpern
- Phantom 2040 (1994) jako Sparks
- Bobby kontra wapniaki (King of the Hill) (1997 – 2010)
- Major Flake (2001)
- Lucky Louie (2006) jako Kim
- Californication (serial telewizyjny) (2007 – 2014) jako Marcy Runkle
- The Drinky Crow Show (2008-2009) jako Mademoiselle DeBoursay, Claire
- True Jackson (2010) jako Barbra (Babs)
- Louie (2010-2015) jako Pamela (również producentka)
- Lepsze życie (2016-2022) jako Sam Fox (showrunnerka)

### Filmy
- Grease 2 (1982) jako Dolores Rebchuck
- The Fantastic World of D.C. Collins (1984) jako Tatyana
- Growing Pains (1984) jakoJoey
- The Leftovers (1986) jako Jesse
- Pleasures (1986) jako Claudia
- Willy/Milly (1986) jako Willy/Milly
- A Family Again (1988) jako Pam
- Po północy (After Midnight) (1989) jako Cheryl
- Nic nie mów (Say Anything...) (1989) jako Rebecca
- Przygody Forda Fairlane’a (The Adventures of Ford Fairlane) (1990) jako członkini zespołu Pussycat
- Brama II (The Gate II: Trespassers) (1992) jako Liz
- Od pierwszego wejrzenia (Two Guys Talkin’ About Girls) (1995) jako Tracy
- Father Frost (1996) jako Marphuska
- Sierżant Bilko (Sgt. Bilko) (1996) jako Sgt. Raquel „Rocky” Barbella
- Usłane różami (Bed of Roses) (1996) jako Kim
- Plump Fiction (1997) jako Vallory Cox
- Duże czy małe (Breast Men) (1997) jako Margaret
- Byle do przerwy (Recess) (1997 – 2003) dubbing – Ashley Spinelli
- Jakaś dziewczyna (Some Girl) (1998) jako Jenn
- Waiting for Woody (1998)
- Przez żołądek do serca (Eat Your Heart Out) (1999) jako Samantha „Sam”
- Net Worth (2000)
- Łabędzie nutki (The Trumpet of the Swan) (2001) jako A.G. Skinner
- Szczęśliwa trzynastka Lucky 13 (2005) jako Brenda
- Ace in the Hole (2009) jako Susanna Morella
- Conception (2011) jako Tay
- 9 Full Moons (2013) jako Rachel Stevens
- First Girl I Loved (2016) jako Sharon Sacopulos
- I Love You, Daddy (2017) jako Maggie
- All Square (2018) jako Debbie
- Bumblebee (2018) jako Sally Watson

### Dubbing
- Podniebna poczta Kiki (Kiki’s Delivery Service) (1989) jako Ket
- Dolina paproci (FernGully: The Last Rainforest) (1992) jako Fairy
- Mała księga dżungli (Jungle Cubs) (1996) jako Baloo
- Księżniczka Mononoke (Princess Mononoke) (1997) jako Rice Seller, Iron Town Woman
- Żądza krwi (Vampire Hunter D) (2000) jako Leila
- Gen 13 (2000)
- Mój brat niedźwiedź (Brother Bear) (2003) – różne głosy
- The Animatrix (2003) jako Cis (segment „Program”)
- Pupilek (Teacher’s Pet) (2004) jako Trevor / Taylor / Tyler
- Dzwoneczek (2008) jako Vidia
- Dzwoneczek i zaginiony skarb (Tinker Bell and the Lost Treasure) (2009) jako Vidia
- Żółwik Sammy (Sammy’s avonturen: De geheime doorgang) (2010) jako Żółwiczka
- Dzwoneczek i uczynne wróżki (Tinker Bell and the Great Fairy Rescue) (2010) jako Vidia
- Dino Mom (2010)
- Dzwoneczek i sekret magicznych skrzydeł (Tinker Bell and the Mysterious Winter Woods) (2012) jako Vidia

### Gry video
- Fallout (1997) – Nichole
- Grim Fandango (1998)
- Escape from Monkey Island (2000)
- Final Fantasy X-2 (2003) – Shinra